# Microrregión de Cuiabá
La microrregión de Cuiabá es una de las microrregiones del estado brasilero de Mato Grosso perteneciente a la mesorregión Centro-sur Mato-Grossense. Su población fue estimada en 2006 por el IBGE en 844.367 habitantes y está dividida en cinco municipios. Posee un área total de 28.135,446 km².

## Municipios
- Chapada dos Guimarães
- Cuiabá
- Nossa Senhora do Livramento
- Santo Antônio do Leverger
- Várzea Grande

- Datos: Q1908276